# VANQUISH
『VANQUISH』（ヴァンキッシュ）は、プラチナゲームズが開発し、セガから発売された、近未来を舞台にしたサードパーソン・シューティングゲーム。制作指揮はデビルメイクライシリーズや、バイオハザードシリーズ等を手がけた三上真司と稲葉敦志が、それぞれディレクター、プロデューサーとして担当する。
PlayStation 3とXbox 360で、2010年10月21日発売。また2017年5月25日にはWindows版もSteamより配信開始された。
2020年5月28日にベヨネッタと同梱の「BAYONETTA＆VANQUISH」がPlayStation 4とXbox One(海外版のみ)で発売された。

## ストーリー
爆発的な人口の増加は止まることなく、ついに世界人口は100億を突破。食糧問題、エネルギーの枯渇、世界各地での紛争の勃発。人類は冬の時代を迎えていた。そんな中、太陽光発電による平和の象徴だった米国のスペースコロニーが何者かの襲撃を受ける。コロニーは瞬く間に占領され、送電システムは増幅したマイクロウェーブで地上を焼き尽くす大量破壊兵器と化した。襲撃者は『ロシアの星』。ロシアでクーデターを起こし、政権を奪った直後の宣戦布告だった。
彼らは、サンフランシスコをマイクロウェーブで死の街と変え、アメリカの即時無条件降伏を要求した。断れば次はニューヨークが標的にされてしまう。しかしアメリカ政府は、侵略者との交渉には一切応じない。エリザベス・ウインターズ大統領は、スペースコロニー付近に駐留していた全艦隊に対し、侵略者の殲滅とコロニーの奪還を命じた。
総指揮官は3度の戦争でシルバースターと海軍殊勲十字章を受章したロバート・バーンズ。
その一方で、DARPA（国防高等研究計画局）は、そのバーンズの旗艦に一人の男を派遣していた。彼の名前はサム・ギデオン。新型バトルスーツARSの戦闘データ採取が表向きの任務だが、彼の目的は別にあった。恩師カンディード博士の救出である。
博士は、コロニー計画の発案者であり、未完成のコロニー建造を現場で指揮していた。そこに今回の襲撃事件が起きたのだ。
孤立した状況の中、博士は発案者としての責任感から発電システムを停止させようとしている。『ロシアの星』によるニューヨーク攻撃まで、残された時間はあと僅か。
それぞれの思惑が交錯する中、米国の存亡をかけた戦いが始まろうとしていた。

## 概要
三上真司が、ディレクターとして4年ぶりに手がける作品。主人公のサムがバトルスーツ（アーマースーツ）に身を包みブースト機能でハイスピードアクションを可能にする。敵は人間ではなくロボット等で、人を撃ち殺す殺伐としたゲームではなく、シューターが苦手な人にも楽しんでもらいたいとの配慮となっており、劇中で人間を相手にした戦闘は終盤にわずかにしか存在しない。
ストーリーはアメリカとロシアの古典的対立がモチーフであるが、序盤にこれが単なる両国間の対立ではない伏線が張られ、終盤に隠されていた秘密が明らかにされる。また、ラストでは一応の決着が付くものの、続編を予感させる含みのあるものになっている。
リードプラットフォームはPS3と明かしている。

## 登場人物
サム・ギデオン
声：松田健一郎/ギデオン・エメリー
本作の主人公。36歳。大学時代はアメフトのスター選手だったが、卒業間近の事故で選手生命を絶たれてしまい、恩師であるカンディード博士の誘いでDARPAに入局する。
マイクロウェーブ発生装置を停止させようと、単身でコロニー内部で行動するカンディード博士を救出するために、自身の設計したバトルスーツARSの戦闘データ採取を名目にコロニー奪還作戦に同行する。なお、大統領と国防長官の直轄研究機関のDARPA所属であり、軍側の干渉を受け付けない立場であることもあって、序盤ではバーンズや味方の将兵からやや距離を置かれており、本人もエレナともどもそれを自覚していた。
戦場でも一服吸うほど、筋金入りの愛煙家。この時吸ったタバコはポイ捨てをして敵兵器の射線を逸らすデコイ代わりになるが、「健康を損なうから」という理由でエレナから1ミッションにつき3本までと釘を刺されている。
エレナ・イヴァノワ
声：本多知恵子/カリ・ウォールグレン
本作のヒロイン。27歳。国家プロジェクトで英才教育を受けたIQ180を超える才女。ガンディード博士の希望で、DARPAに配属された。
今回の作戦ではサムの後方支援として戦闘に参加する。彼女の分析力やハッキング能力が作戦の明暗を分ける。また、後方支援任務のため、サムがバーンズと同じ宙間軍用艦に乗艦していたのに対し、彼女自身は単独で後方支援用の宙間軍用艇に乗っている。
後方支援は主に専用のデータルームから行う。
ロバート・バーンズ
声：丹沢晃之/スティーヴン・ブルーム
18歳の時に従軍し、3度の戦争で2度も受勲した英雄的存在。48歳。今作戦では、宇宙軍・海兵隊・コロニー駐留軍の残存兵からなる混成部隊『ブラヴォー中隊』の総指揮官を務める。
目的のために手段を選ばない性格で、取り残された兵士を見捨てるなどの非情な判断を下すこともあり、仲間を見捨てることを嫌うサムと劇中幾度もぶつかり合うが、戦いに勝利することが死んでいった戦友への弔いになると考えての行動である。ただし、サムの言動に思うところもあったのか、仲間を助けるのが戦い全体に支障がないと判断した折には、しっかりと助けている。
そのため、片腕を失い、半身がサイボーグ化してもなお、前線で戦い続けている。
また、こちらは筋金入りの愛酒家であり、戦闘中であってもバーボンを取り出して飲み干している。
彼に誤射すると、「俺を誰だと思ってやがる！」と激怒するが、死ぬ様な事は無い。これは他の味方も同じである。
フランシス・カンディード博士
声：上別府仁資/Benito Martinez
DARPA主席研究員でコロニー計画の発案者。49歳。
自身が発明したエネルギー送電システムを利用され、多大な被害を出してしまった事に責任を感じておりサム達宛にメッセージを残し単独でテロ阻止を試みている。また、今回の件がザイツェフ達の独力で実行されたとは考えておらず、物語冒頭でサム達にアメリカ政府の中に裏切り者がいる考えを先述のメッセージの中で語っている。
ビクトール・ザイツェフ
声：松本ヨシロウ/Marc Worden
政情不安定となったロシアでクーデターを起こし政権を手にした軍部過激派組織「ロシアの星」の幹部。
今回の襲撃事件の最高指揮官であり、自身も空挺軍で極秘裏に開発されていたスーツを使用し並外れた戦闘能力を有する。
スキンヘッドで、その頭には10個近い端子が埋め込まれている。
エリザベス・ウインターズ大統領
声：福島おりね/リー・メリーウェザー
56歳。経済界での手腕を認められ、不況の真っただ中に就任したアメリカ初の女性大統領。権力や地位に異常な執着心を持っており、利用できるものは全て利用し、ライバルを蹴落として今の地位までのし上がってきた。
不況の打開策としてロシアとの戦争を望み、水面下でロシアの星のクーデターを支援していた。予定ではクーデター成功後のロシアを敵国とみなして宣戦布告するはずであったが、サンフランシスコ壊滅という最悪の形で先手を取られてしまう。

## 敵兵器
ゲオルギー
ロシア製の新型機械歩兵で、最も多く出現する敵兵器でもある。耐久力は低く、全機種共通でスナイパーライフルでのヘッドショットで一撃大破が可能だが、1度に複数出現して数の強みを活かした物量作戦で混成部隊に襲い掛かる。銃剣よる射撃や近接攻撃、脚を破壊された際に発光して這い寄ってから自爆するなどの攻撃手段を持つほか、装備やカラーリングの異なる複数のモデルが存在する。
ゲオルギーUSN型
赤いカラーリングでアサルトライフルを装備した最もスタンダードなタイプ。銃弾1発1発の威力は低いものの、カバーや回避を怠ればすぐに瀕死に追い込まれるので油断は禁物。飛び掛かり組みついてから自爆を図る、小型艇に乗り上空から複数降下して来る、ステージに設置された銃座に乗り掃射して来るなど、戦闘能力の低さを補う行動パターンの多さが特徴。
ゲオルギーUSR型
ライフルと手榴弾を装備したタイプ。黄色いカラーリングと1本角の生えた頭部が特徴的。攻撃力は高く、特に近接攻撃は一撃喰らっただけで瀕死に追い込まれる威力。耐久力も強化されており、アサルトライフルの火力ではなかなか倒れない。
ゲオルギーUSS型
スナイパーライフルによる狙撃を行う遠距離特化タイプ。緑のカラーリングが施されているほか、モノアイも他機種とは一線を画す大型仕様である。他の敵兵器との戦闘中に奇襲するように高台から狙撃してくる。連射力は低いが頭部以外に命中しても1発で瀕死にされてしまう威力の為、優先的に倒しておきたい。ちなみに、遠距離向きの銃器を装備しているが、接近すれば銃剣で応戦して来る。
ゲオルギーUSG型
機動力を高めるスラスターとショットガンを装備した青いカラーリングの機体。機動力を活かした高速戦を展開して来るため、ARモードで動きを止めて狙い撃つか、ショットガンやディスクランチャーなど近距離戦向きの武器での迎撃が効果的。

ロマノフ
ケルディ社製の全地形用無人歩行戦闘車両。心理的効果（威圧）を狙ったケレン味のある外観が特徴的。機体操縦と武器操作の2人のオペレーターによる遠隔操作の他、AIによる自立駆動で行動する。各部パーツの換装が容易という特徴を持ち、頭部や腕部の換装により運用の異なる様々なタイプの機体を構築できる柔軟性の高い兵器でもある。
全機種共通の攻撃として、頭部から薙ぎ払う様に発射する対人レーザーと、溜め動作の後に胸部から発射する極大の光弾がある。後者は即死級の威力を誇る上に、地形を貫通して飛んで来るので絶対に喰らわないようにしたい。
背部で露出しているジェネレーターが弱点であり、そこを攻撃すれば大きく怯むほか、ショットガンやLFEガンで体勢を崩すことが可能。また、同じ部位を攻撃し続ければその部位を破壊出来るが、ディスクランチャーでの射撃で容易に四肢や頭部を斬り落とす事も可能である。また、この兵器も下記の通り様々なモデルが存在する。
ロマノフN型
右腕のキャノン砲と青緑色のカラーリングが特徴。最もスタンダードなモデルであり、主な攻撃手段はキャノン砲での砲撃に左腕での掴み掛り。キャノン砲は射撃精度が高く連射もして来るので、先に右腕を破壊しておくと撃破し易くなる。
また、少数ながら左肩に機銃を装備したタイプもおり、本体とは独立した動きで光弾を連射して来る。キャノン砲ほどの危険性はないが、ロマノフ本体の挙動に集中するためにも早めに破壊しておくべきか。
ロマノフG型
両腕にガトリング砲と背部にミサイルランチャーを装備した、遠距離攻撃に特化したタイプ。出現する場所も接近不可能な地点が多く、その火力の高さは脅威となる。主な攻撃手段はガトリング砲と2門の小型ミサイル、背部中央の巨大な砲身から発射される低速高誘導の大型ミサイルである。接近してもあまり近接攻撃はしてこないが、頭部を破壊すると周囲を認識できなくなる為か、ランダムでキックやガトリング砲の振り下ろしをする様になる。
手早く倒したい場合は、大型ミサイルを発射と同時に破壊して自爆させるのが効果的となる。ちなみに、背部にミサイルランチャーを背負っているので弱点のジェネレーターは露出していない。
ロマノフF型
火炎放射器と棍棒で武装したタイプ。火炎放射をまともに食らうとダメージと同時に強制的にオーバーヒートさせられてしまうため、相手の行動を阻害出来る武器を持っていないなら接近戦は避けた方が無難である。主な攻撃手段は右腕の火炎放射と左腕の棍棒による近接攻撃。
背部に燃料タンクを装備している為に弱点は露出していないが、こちらはG型とは違い破壊することで誘爆し、簡単に撃破する事が可能である。そのため、うまく燃料タンクを狙い撃つことが出来れば他のロマノフよりも弱いと言える。
ロマノフD型
両腕にドリルを装備した新型のロマノフで、接近戦に特化したモデル。突進系の技を多用する為に距離をとってもすぐに接近を許してしまい易い。一撃が重く、まともに食らえばすぐ瀕死になってしまうような攻撃が多い強敵。主な攻撃はドリルを回転させながらの突進、地下に潜ってからの突き上げ、至近距離での隙の少ないパンチ、遠距離でのドリル発射など。
腕部の破壊は可能だが、他のロマノフとは違いドリル部分にダメージは通らず、ドリル根元の上腕を狙って銃撃する必要がある。また、脚部を破壊した場合は、ドリルを回転させながら地面を滑るように高速移動を始めるため、脚部は狙わない方が賢明である。

モア
ゲーム中にてゲオルギーが操縦する2足歩行戦車。異様に長い脚を持ち、高所から威力の高い光弾を連射できるが、巨大な分小回りが利かない。コクピット正面は分厚い装甲で覆われていて射線が通りにくい為、操縦者を倒す場合は側面・後方から狙撃する必要がある。
うまく操縦者のみを倒した場合はサムが乗り込んで操縦も可能。ただし、唯一の装備である機銃は弾数が無限ではないので、運用方法は基本的に乗り捨てとなる。
シケイン
4足歩行で歩兵（本作でのゲオルギー）に自動で随伴する自走式掩蔽（えんぺい）兵器。機体後部に折り畳まれたシールドを素早く前面に展開し、敵の銃撃を防ぐ小規模な陣地を設営して歩兵を支援する。シールド展開中に移動や旋回をする事はないが、小型ミサイルを発射したりレーザーで薙ぎ払ったりと火力支援もして来るため、出来るだけ側面から攻撃したい。
周囲のゲオルギーを破壊するとシールドを畳んで無防備な状態で逃げ出すほか、レーザーを発射する際に露出する頭部を集中攻撃して破壊する事も可能。余談だが、シールド展開中はカバー可能な障害物として扱われる様で、こちらがカバーする・飛び越える事が出来る。
ジェリーフィッシュ
ゲーム序盤の装甲車護衛ミッションにのみ出現する、6本足のクラゲかタコといった風貌の、拠点攻略型の指向性移動爆弾。胴体部分には小型版ともいうべきジェリーボム（後述）が隙間なく張り付いており、装甲車に張り付き自爆しようとする。耐久値を半分まで減らすとジェリーボムのコアを赤く光らせ、通常よりも素早く移動するようになるので、接近される前に破壊する事。
エレナの情報によると、トーチカレベルなら軽く吹き飛ばすレベルの火力を誇り、撃破した際の爆発に巻き込まれれば問答無用でゲームオーバーとなる。また、爆発の際にはジェリーボムが複数出現するため、近づかれて爆発する前にそれらも破壊する必要がある。
ジェリーボム
ジェリーフィッシュを小型化したような外観の移動式小型地雷。敵に接近した後に赤く発光して爆発する。耐久力は無いに等しいが一度に複数出現するので、連射の効く武器で一掃するのが理想。また、ジェリーフィッシュはおらず、このジェリーボムのみが出現するミッションが存在する。

ビューハウンド
ウォレヌス社開発のUAV（無人航空機）で、地上でも作戦行動が可能になる様に変形機構が実装されている。飛行形態での攻撃手段はガトリング砲と小型ミサイルだが、地上でのロボット形態に変形した際には、カーボンナノチューブコーティング技術が施されたローターブレードを用いた近接攻撃や防御も行う様になる。
「出現する時は必ず飛行形態」「ロボット形態時よりも与えられるダメージが大きい」「ローターブレードを防御に使わない」「飛行中ならEMPエミッターで墜落爆散出来る」などの理由から、出来る限り飛行形態のうちに破壊しておきたい。
A-2 スフィア
元々はコロニー内部設備の修復・点検を行う無人作業機だったが、修復・点検用の機器の代わりに小型のガトリング砲を頭部に搭載した攻撃型ドローン。その名の通り球体をしている。比較的狭い場所や船外での運用を考えて球形をしており、その形状を活かした回転を用いた移動は素早く、頭部や脚部を展開した時でないと通常の火器ではダメージが通らない難敵。
頭部のガトリング砲の火力はゲオルギーUSN型のマシンガンよりも高く、的確な回避やカバーが求められる。また、射撃以外の攻撃手段としては、空中で高速回転してからの突進が存在する。
幸い、移動と射撃を同時にはしてこないので、頭部が露出した時を狙ってアクティブARモードで集中攻撃するのが有効。また、球形の時はダメージが通らないが、攻撃を続ければ体勢を崩して転倒する。ショットガンやスナイパーライフルなどの単発高威力武器なら1発で転倒し、ディスクランチャーなら形態に関係なく一撃で破壊可能。
アルゴス
拠点攻略を目的として開発された、変形機構を持つケルディ社製の巨大兵器。アルゴスという呼称はNATOによって命名されたコードネームで、大量破壊兵器として規制が議論がされている代物。
「積載量を確保する為にモノコック構造を採用しており、外装甲の強度に問題がある」との事だが、四肢の関節や頭部、そしてコア以外の部位には基本的にダメージは通らない。
頭部の大口径砲で正確な砲撃を仕掛ける4脚形態と、ジェネレーターと直結して胸部から極太の光学砲を放つ人型形態の2種類の形態に変形が可能。4脚の場合は四肢、人型の場合は四肢と頭部とバックパックにダメージを与えて動きを止め、その間にコアを狙い撃ちするのが基本的な戦い方となる。また、4脚形態の時は常に頭部のコアが丸出しなので、直に狙い続けるのも可。
動きを止めている間にコアを攻撃すると、コアを中心に広がるリング状のジャミング波を発信するが、これに触れてしまうと強制的にオーバーヒートしてしまう。特に敵の行動復帰直前に喰らってしまうとその後の攻撃の回避が困難になってしまう。
4脚形態時の主な攻撃手段は頭部の精密な砲撃に4脚の素早い挙動を活かした突進、自身の周囲を一掃する大量のグレネードと変形直前に広範囲に張られるミサイルの弾幕。また、頭部周囲と胴体下部にそれぞれ8門・2門搭載されている機銃の威力も高く、絶え間なく続く射撃は前述の攻撃よりも脅威となりえる。
人型形態時には頭部から放つレーザーの薙ぎ払い、その巨大な腕や脚を用いた振り払い・踏み付け、腕部の付け根から発射される空中分裂投下式グレネード、腕部先端から高速で放たれる誘導性能を持った砲弾、ターゲットの左右上方から迂回するように飛来する多弾頭ミサイル、胸部を展開して放つ光学砲が主な攻撃手段となる。また、機銃は全て機体背面に配置される形となる。
戦車
機体前面に巨大なバズソーを装備した戦車。搭乗しているゲオルギーの支援射撃に360度回転して周囲を狙える砲塔の他、アルゴスと同じように側面背面の死角を補う機銃が複数装備されており、迂闊に近づくのは危険。
機体背部で露出しているジェネレーターが弱点の他、砲塔と機銃はダメージを与えれば破壊可能である。
バイア
人型と獣型の変形機構を備えた無人歩行戦闘車両。シルエットや弱点の位置などロマノフと似通った特徴を持つが、赤黒いカラーリングにどことなく生物的なフォルムをしており、ロマノフとは一線を画す戦闘能力と耐久性を誇る。
人型形態時は移動速度が遅いものの、手にした槍を用いた薙ぎ払いや振り下ろし、槍の穂先を銃器に変えての射撃、口から吐き出し独立して攻撃する浮遊ビットなど、自身の機動力の低さを補う様にオールレンジに対応した攻撃手段を持つ。
獣型形態時には手に持っていた槍を尻尾として自身に取り付け、人型とは打って変わって機動力を生かした接近戦主体の戦法を仕掛ける。主な攻撃手段はダッシュからの飛び掛かり、尻尾を用いた突き刺しに薙ぎ払い、尻尾の先端を銃器に変えての射撃（こちらはショットガン仕様）となる。
また、この兵器は基本的にサムを狙って攻撃する為、人型形態時には背後の弱点を狙いづらいが、獣型形態時は体高が低くなり正面からでも頭部越しに弱点が見えるようになる。

## 装備
バトルスーツARS
今作でサムが着用している全身にフィットするタイプのパワードスーツ。ARSは『Augmented Reaction Suit』の略で、直訳すると『反応増幅スーツ』。カーボンナノチューブを繊維状に織った素材を使用しており、鋼以上の強度を誇りながら空気よりわずかに重い程度の重量しかない。カラーリングは白を基調としている。
『最新主力戦闘車に匹敵する攻撃力・機動力・情報処理能力・戦術性を一歩兵にて実現させる』というコンセプトを基に開発されており、前述の素材で構成された装甲に一般兵では扱えない重火器を使用可能にするパワーサポート、更にはスラスターを用いての高速機動や装着者の反応を高めるARモードなど、上記のコンセプトを現実のものとする為の様々な装備や機能が実装されている。
また、スーツの動力についてはあまり詳しく語られてはいないが、物語冒頭のサムとエレナの会話にて、スペースコロニーのエネルギー送電システムと同じ技術が使われている事が判明している。
頭部ヘルメットは開閉式で、任意に顔を出したりヘルメットを展開したり出来る。
ブースト
高機動スラスターを用いて行う高速推進システム。敵との距離を一瞬で詰めたり、逆に距離を取って安全圏で体勢を立て直すなど、ゲームを進めるうえで欠かせないシステムとなっている。
ただし、スラスター自体が今作戦でテスト的に搭載された代物で、スーツにかかる負担を低減させる冷却期間が必要となる為、現状での連続稼働時間は十数秒と極めて短い。
ARモード
交感神経に働きかけ、神経伝達物質を過剰放出させることにより、装着者の視覚的反応速度を極限まで高めて時間の流れを緩やかに感じさせるシステム。本来は装着者の生命の危機を回避するためのシステムだが、ARモード発動中の射撃精度や回避能力の向上を活かす目的で、任意でARモードを発動させる『アクティブARモード』も同時に実装されている。ただし、人体への悪影響は否めず、通常・アクティブともに使用時間は制限されている。
そのうえ、使用可能時間を表すゲージは前述のブースト移動と共用なため、ブーストと交互に使用するとすぐにオーバーヒートしてしまうので注意が必要。ただし、ブースト移動しながらアクティブARモードを発動しても、ゲージの消費が激しくなる訳では無い。
近接攻撃
ARSのパワーアクチュエーターにより大幅に増大された筋力で繰り出される格闘攻撃。それに加えてリアクターの超大電力を利用した電磁場を同時に発生させ、敵兵器の電磁装甲を無効化しつつ致命的な打撃を叩き込む。各武器ごとに攻撃方法が異なるほか、ブースト移動中にもスライディングでの近接攻撃が可能である。
通常の射撃とは一線を画す破壊力を誇るが、ディスクランチャー以外の近接攻撃が敵兵器に命中すると強制的にオーバーヒートしてしまうため、使うタイミングは必然的に限られることとなる。（空振りや味方に命中した場合はセーフ）

BLADEシステム
"The Batllefielde Logic Adaptable Electronic Weapons System"の頭文字を取った略称。『プログラム可能素子』と呼ばれるもので構築されている、文字通りその場で「変形」する事により状況の変化に即応する『戦場論理適合電子兵器』。戦場にある武器をその場でスキャニングすることも可能で、最大で3種類の銃器形態を記憶する。また、BLADEコアは電磁フィールド付加装置の役割も兼ねており、フィールドが付加された弾丸は、敵キャラである機械兵の電磁装甲を無視してダメージを与えられる。
なお、装弾数がMAXのまま同じ武器を3回スキャンするか、強化したい武器に変形させた状態でアップグレードアイテムを取得すれば、その武器がアップグレードされ、各種性能が強化される（どの性能が強化されるかは武器ごとに異なる）。所持している武器がどの位アップグレードされているかは、武器の種類・残弾数と一緒に勲章のマークで表示されている。
ちなみに、後述してあるの武器ごとのランクの上限は、1度もアップグレードしていない状態を『0ランク』とした際の表記である。
アサルトライフル
新型機械歩兵の電磁装甲に対抗するために開発された歩兵用の標準遂行兵器。弾丸1発の威力は控えめなものの、高速連射に加えて反動や弾丸のバラつきが少なく、少し遠くの敵や弱点へのピンポイント射撃が可能な万能兵器。
最大で10ランクまでのアップグレードが可能で、装弾数か1マガジン辺りの容量か威力が強化されていく。
ヘビーマシンガン
宇宙軍で使用されている機関銃をスキャンし、BLADEシステムにより弾丸が重機関銃用のものに変更された上で、電磁フィールド付加装置も組み込まれた代物。
据え置き型重機関銃並みの射程と破壊力を持つ歩兵遂行兵器と化したが、ARSでも反動を抑えきれておらず、集弾性能が低くなっている為に遠距離の小さな目標を破壊するのは苦手。
最大で10ランクまでのアップグレードが可能で、装弾数か1マガジン辺りの容量か威力か集弾率が強化されていく。
ショットガン
警察特殊部隊で使用されているものをスキャンし、電磁フィールド付加装置を組み込んだショットガン。瞬間火力はかなり高く、大抵の敵兵の動きを妨害することが可能だが、
有効射程は短く、距離が遠いと安定したダメージを与えられないので、必然的に接近戦を挑む必要がある。
最大で10ランクまでのアップグレードが可能で、装弾数か連射性能か1マガジン辺りの容量が強化されていく。
スナイパーライフル
地上軍で使用されている改良型の大型対物ライフルをスキャンしたもの。頭部を正確に撃ち抜けば、ゲオルギー系の兵器を一撃で破壊できるほどのパワーを持つが、電磁フィールド付加のチャージに時間がかかり連射が出来ず、大質量弾を使用している為装弾数が少ない。
また、銃を構えると自動でスコープで拡大された画面になるが、これはアクティブARモードを発動させた場合も変わらないので、あらかじめ照準はある程度ターゲットに合わせて発動させないと、ターゲットを見失い、その分無駄なゲージ消費にも繋がるので注意が必要である。
最大で10ランクまでのアップグレードが可能で、装弾数か連射性能または照準精度が強化されていく。
ロケットランチャー
宇宙軍で使用されている新型弾を搭載したロケットランチャーをスキャンしたもの。弾頭の電磁フィールド発生器で装甲外殻を破壊した後に炸薬に点火、対象の内部を破壊する。
ロケット弾を使用するため装弾数は極めて少ないが、他の武器を圧倒する火力を誇る上に、ARSとのリンクにより照準を合わせロックオンすることで、敵機を自動追尾する機能も備わっている。
なお、強力な爆発兵器ではあるが、至近距離で発射して爆風に巻き込まれてもサム自身や他の味方にダメージは無く、場所を選ばずに使う事が可能である。
最大で6ランクまでのアップグレードが可能で、威力かロックオン時間か爆発範囲が強化されていく。
ロックオンレーザー
BLADEシステムを構成している、電波である程度の遠隔操作が可能なプログラム可能素子入りのビームを放つ、DARPA製の小型荷電粒子砲。
構えるとボウガンの様にパーツが展開し、真上を向いた発射器から放たれた『ベクトルを自由に変えられるビーム』が、ロックオンした標的を狙って急降下し遮断物の裏に隠れた敵にも命中させられる。
1発の威力はそこそこで複数の敵を同時にロックオン出来るため、ザコ敵の集団を効率よく一掃出来るのが魅力。また、ロックオン可能箇所が複数ある敵に対しても火力が集中するため有効と言える。
ただし、一度真上に撃ち上がるという性質上、自身の周囲（特に真上）に障害物があると追尾する前にビームが消えてしまうので、位置取りには注意する事。
最大で6ランクまでのアップグレードが可能で、装弾数かロックオン数が強化されていく。
ディスクランチャー
宇宙空間での建材の切断及び研磨に使用される撃ち出し式ディスクグラインダー。新型機械歩兵の電磁装甲を最初に打ち破った武器でもある。
建設作業用に使われていたものだが、電磁装甲に対する威力は高く、オーバーヒートせずに弾数を消費して連発出来る強力な近接武器としても使用可能。
最大で6ランクまでのアップグレードが可能で、装弾数か威力が強化されていく。
LFEガン
DARPA製の特殊兵器で、巨大な超低周波エネルギーの塊を前方に放つ。領海侵犯船に使う低周波電磁界を利用した非致死性兵器の、『障害物を貫通して対象に影響を与える』という特性に目をつけ開発された。
1発の威力は高く、射線上にいる全ての敵を巻き込める。一番の利点は一部の例外を除いて大型の敵機を大きく仰け反らせることが可能な点。ロマノフは派手に吹き飛んで倒れ込み、バイアやバザードを大きく後ろへ後退させ、果ては4足形態のアルゴスの巨体をも後方へ押し込む。
大型兵器に対し大きなアドバンテージ持つ反面、射程・弾速・装弾数に難がある、一言で言えばクセの強い武器。特に弾速が致命的で、近距離でなければ素早く動き回る敵に命中させるのは困難を極める。
最大で6ランクまでのアップグレードが可能で、装弾数か射程が強化されていく。
ハンドグレネード
投擲から数秒後に爆発する手榴弾。爆発範囲は広く、広範囲の敵を一網打尽に出来るほか、爆発する前に狙い撃つ事により空中で炸裂させて、遮蔽物越しの敵に対しても大きな打撃を与える事が可能。
ただしこちらはロケットランチャーとは違い、爆発に巻き込まれると大ダメージを受けてしまう。閉所での使用には細心の注意を払う必要がある。
最大で6ランクまでのアップグレードが可能で、最初は所持数が増えていき最後は爆発範囲が強化される。
EMPエミッター
投擲して地形に接触すると広範囲に特殊な電磁パルスを発生させて、敵兵器の電子制御を司る半導体や電子回路を誤動作させて動きを止める。
アップグレードしない限りダメージは発生しないが、敵の群れや強敵の動きを止めて反撃への足掛かりにする、敵に囲まれた際の緊急回避として使うなど、様々な局面で活躍する。
最大で6ランクまでのアップグレードが可能で、最初は所持数が増えていき最後は動きを止めている間に追加ダメージが発生する様になる。
ブーストマシンガン※ダウンロードコンテンツ
ヘビーマシンガンを、軽車両や航空機などへの攻撃に転用するため試作された武器。
マシンガン用の弾丸をアサルトライフル並みの速度で発射する事が出来る。
レーザーキャノン※ダウンロードコンテンツ
宙間軍用艦の推進及び主砲用のレーザーを、歩兵が扱えるサイズに縮小するという計画で試作された武器。その破壊力は歩兵携行兵器の域を大幅に超えている。
アンチアーマーピストル※ダウンロードコンテンツ
将来、敵軍が更に強固な装甲を開発されるであろうことを考慮して試作された対甲銃。
強力な貫通性能は実現したものの、単発でしか弾を撃てないなどの問題点も残っている。

## 沿革
- 2010年（平成22年）3月4日 - 発売時期と対応ハードを発表[3]。
- 2010年（平成22年）7月8日 - 発売日を10月21日、価格を7,980円（税込）と決定[4]。予約特典もあわせて発表され、3種類の武器がダウンロード出来るコード「VANQUISH Limited Weapon Pack」となっている。
- 2010年（平成22年）8月7日 - “ code : VANQUISH 0807 ”と称する体験会が東京都港区「TABLOID（タブロイド）」で開催された[5]。
- 2010年（平成22年）8月23日 - VANQUISH OFFICIAL DEMO - VELOCITY ATTACK（体験版）を、9月2日よりPlayStation StoreとXbox LIVE マーケットプレイスにて配信[6]。

## スタッフ
- プロデューサー：稲葉敦志
- ディレクター：三上真司